# Liste der Nummer-eins-Hits in Kanada (1992)
Diese Liste enthält alle Nummer-eins-Hits in Kanada im Jahr 1992. Es gab in diesem Jahr 19 Nummer-eins-Singles.
| Singles | Alben |
| --- | ----- |
| - Michael Jackson – Black or White - 2 Wochen (18. Januar – 31. Januar) a - U2 – Mysterious Ways - 2 Wochen (1. Februar – 15. Februar) - George Michael & Elton John – Don't Let the Sun Go Down on Me - 3 Wochen (16. Februar – 6. März) - Mr. Big – To Be with You - 5 Wochen (7. März – 10. April) - Eric Clapton – Tears in Heaven - 2 Wochen (11. April – 24. April) - Bryan Adams – Thought I’d Died and Gone to Heaven - 1 Woche (25. April – 1. Mai) - Vanessa Williams – Save the Best for Last - 1 Woche (2. Mai – 8. Mai) - U2 – One - 4 Wochen (9. Mai – 5. Juni) - Céline Dion – If You Asked Me To - 2 Wochen (6. Juni – 19. Juni, insgesamt 3 Wochen) - Genesis – Hold on My Heart - 1 Woche (20. Juni – 26. Juni) - Céline Dion – If You Asked Me To - 1 Woche (27. Juni – 3. Juli, insgesamt 3 Wochen) - Wilson Phillips – You Won’t See Me Cry - 1 Woche (4. Juli – 10. Juli) - Mariah Carey – I’ll Be There - 5 Wochen (11. Juli – 14. August) - Madonna – This Used to Be My Playground - 3 Wochen (15. August – 4. September) - Elton John – The One - 2 Wochen (5. September – 18. September) - Patty Smyth & Don Henley – Sometimes Love Just Ain’t Enough - 2 Wochen (19. September – 6. November) - Eric Clapton – Layla - 1 Woche (7. November – 13. November) - Annie Lennox – Walking on Broken Glass - 1 Woche (14. November – 20. November) - Alannah Myles – Song Instead of a Kiss - 2 Wochen (21. November – 18. Dezember) - Whitney Houston – I Will Always Love You - 8 Wochen (19. Dezember 1992 – 26. Februar 1993) |       |